# Systema
Systema (russisch Система, wörtlich übersetzt Das System) ist eine russische Kampfkunst. Einer der international bekannten Trainer war Mikhail Ryabko.
Das Training beinhaltet, ist aber nicht beschränkt auf: Hand-zu-Hand-Kampf, Grappling, Messerkampf und Waffenausbildung.
In Systema muss der Körper frei von Spannungen, voller Ausdauer, Flexibilität, müheloser Bewegung und explosivem Potential sein; der „Geist“ oder psychische Zustand muss ruhig, frei von Wut, Irritation, Angst, Selbstmitleid, Wahn, Ego und Stolz sein. 
Systema entstand aus traditionellen Kampfstilen der Kosaken und Slawen. 
Systema hat vier Säulen – Atmung, Entspannung, Körperhaltung und Bewegung, sowie die Nutzung des Impulses eines Angreifers gegen ihn und die Steuerung der sechs Körperhebel (Ellbogen, Hals, Knie, Taille, Knöchel und Schultern) durch Druckpunktanwendung, Schlag und Waffenanwendungen.
Die Österreichische Militärische Zeitschrift berichtet von einer möglichen Nähe von Systema-Vereinen und -Schulen in Europa zum russischen Geheimdienst GRU, in denen Kontakt zu Angehörigen westlicher Sicherheitsbehörden gewonnen werden soll.